# Magnus Gustafsson
Magnus Gustafsson (* 3. Januar 1967 in Lund) ist ein ehemaliger schwedischer Tennisspieler.

## Karriere
Gustafsson war von 1985 bis 2001 Tennisprofi. Er gewann in seiner Karriere 14 Einzeltitel, darunter vier bei den Swedish Open in Båstad.
Seine höchste Weltranglistenposition erreichte er im Jahr 1991 mit Platz 10. 1994 stand er bei den Australian Open im Viertelfinale, dies war seine beste Leistung bei einem Grand-Slam-Turnier. 1998 gewann er mit dem schwedischen Team den Davis Cup. Zwischen 1991 und 1999 kam er bei neun Davis-Cup-Begegnungen zum Einsatz. Er bestritt 14 Einzelpartien, bei denen er zehn Siege feiern konnte.
Gustafsson war bekannt für seine Konstanz. Zwischen dem 9. November 1987 und dem 22. April 2002 war er nur acht Monate (zwischen Februar und Oktober 1995) nicht unter den Top 100 der ATP-Weltrangliste.
Er spielte auch für mehrere Vereine der deutschen Tennis-Bundesliga, so etwa für Bamberg und Essen.

## Erfolge
| Legende (Anzahl der Siege)                     |
| Grand Slam                                     |
| Tennis Masters Cup                             |
| ATP Masters Series                             |
| ATP Championship Series (2)                    |
| ATP World Series ATP International Series (13) |
| ATP Challenger Series (4)                      |

| Titel nach Belag |
| Hartplatz (3)    |
| Sand (9)         |
| Rasen (0)        |
| Teppich (3)      |

### Einzel

#### Turniersiege

##### ATP Tour
| Nr. | Datum            | Turnier        | Belag         | Finalgegner            | Ergebnis                 |
| --- | ---------------- | -------------- | ------------- | ---------------------- | ------------------------ |
| 1.  | 5. Mai 1991      | München        | Sand          | Guillermo Pérez Roldán | 3:6, 6:3, 4:3 Aufg.      |
| 2.  | 14. Juli 1991    | Båstad (1)     | Sand          | Alberto Mancini        | 6:1, 6:2                 |
| 3.  | 28. Juli 1991    | Hilversum (1)  | Sand          | Jordi Arrese           | 5:7, 7:62, 2:6, 6:1, 6:0 |
| 4.  | 12. Juli 1992    | Båstad (2)     | Sand          | Tomás Carbonell        | 5:7, 7:5, 6:4            |
| 5.  | 25. Juli 1993    | Stuttgart      | Sand          | Michael Stich          | 6:3, 6:4, 3:6, 4:6, 6:4  |
| 6.  | 16. Januar 1994  | Auckland       | Hartplatz     | Patrick McEnroe        | 6:4, 6:0                 |
| 7.  | 6. Februar 1994  | Dubai          | Hartplatz     | Sergi Bruguera         | 6:4, 6:2                 |
| 8.  | 24. März 1996    | St. Petersburg | Teppich (i)   | Jewgeni Kafelnikow     | 6:2, 7:64                |
| 9.  | 14. Juli 1996    | Båstad (3)     | Sand          | Andrij Medwedjew       | 6:1, 6:3                 |
| 10. | 12. Oktober 1997 | Singapur       | Teppich (i)   | Nicolas Kiefer         | 4:6, 6:3, 6:3            |
| 11. | 15. März 1998    | Kopenhagen (1) | Teppich (i)   | David Prinosil         | 3:6, 6:1, 6:1            |
| 12. | 12. Juli 1998    | Båstad (4)     | Sand          | Andrij Medwedjew       | 6:2, 6:3                 |
| 13. | 7. März 1999     | Kopenhagen (2) | Hartplatz (i) | Fabrice Santoro        | 6:4, 6:1                 |
| 14. | 23. Juli 2000    | Amsterdam (2)  | Sand          | Raemon Sluiter         | 6:74, 6:3, 7:65, 6:1     |

##### Challenger Tour
| Nr. | Datum            | Turnier      | Belag     | Finalgegner           | Ergebnis      |
| --- | ---------------- | ------------ | --------- | --------------------- | ------------- |
| 1.  | 6. Juli 1987     | Tampere      | Sand      | Conny Falk            | 6:2, 6:4      |
| 2.  | 10. Juni 1991    | Köln         | Sand      | Marcos Aurelio Górriz | 6:2, 4:6, 6:2 |
| 3.  | 26. Juni 1995    | Braunschweig | Sand      | Stefano Pescosolido   | 4:6, 6:0, 7:6 |
| 4.  | 19. Februar 1996 | Cherbourg    | Hartplatz | Kenneth Carlsen       | 6:7, 7:6, 6:4 |

#### Finalteilnahmen
| Nr. | Datum              | Turnier       | Belag         | Finalgegner    | Ergebnis                |
| --- | ------------------ | ------------- | ------------- | -------------- | ----------------------- |
| 1.  | 10. Juli 1989      | Gstaad        | Sand          | Carl-Uwe Steeb | 7:6, 6:3, 2:6, 4:6, 2:6 |
| 2.  | 6. November 1989   | Stockholm (1) | Teppich (i)   | Ivan Lendl     | 5:7, 0:6, 3:6           |
| 3.  | 6. Mai 1991        | Hamburg       | Sand          | Karel Nováček  | 3:6, 3:6, 7:5, 6:0, 1:6 |
| 4.  | 29. Juli 1991      | Kitzbühel     | Sand          | Karel Nováček  | 6:72, 6:74, 2:6         |
| 5.  | 29. Juli 1991      | Prag          | Sand          | Karel Nováček  | 6:75, 2:6               |
| 6.  | 6. April 1992      | Barcelona     | Sand          | Carlos Costa   | 4:6, 6:73, 4:6          |
| 7.  | 14. Juni 1993      | Genua         | Sand          | Thomas Muster  | 6:73, 4:6               |
| 8.  | 26. Juli 1993      | Hilversum     | Sand          | Carlos Costa   | 1:6, 2:6, 3:6           |
| 9.  | 8. November 1993   | Antwerpen     | Teppich (i)   | Pete Sampras   | 1:6, 4:6                |
| 10. | 4. August 1997     | San Marino    | Sand          | Félix Mantilla | 4:6, 1:6                |
| 11. | 29. September 1997 | Peking        | Hartplatz (i) | Jim Courier    | 6:710, 6:3, 3:6         |
| 12. | 8. November 1999   | Stockholm (2) | Teppich (i)   | Thomas Enqvist | 5:7, 0:6, 3:6           |

### Doppel

#### Turniersiege
| Nr. | Datum        | Turnier | Belag | Partner        | Finalgegner          | Ergebnis |
| --- | ------------ | ------- | ----- | -------------- | -------------------- | -------- |
| 1.  | 6. Juli 1998 | Båstad  | Sand  | Magnus Larsson | Lan Bale Piet Norval | 6:4, 6:2 |

#### Finalteilnahmen
| Nr. | Datum            | Turnier       | Belag       | Partner                | Finalgegner                        | Ergebnis |
| --- | ---------------- | ------------- | ----------- | ---------------------- | ---------------------------------- | -------- |
| 1.  | 14. Februar 1988 | Rotterdam (1) | Teppich (i) | Diego Nargiso          | Patrik Kühnen Tore Meinecke        | 6:7, 6:7 |
| 2.  | 25. Juli 1988    | Hilversum (1) | Sand        | Guillermo Pérez Roldán | Sergio Casal Emilio Sánchez        | 6:7, 3:6 |
| 3.  | 6. Februar 1989  | Rotterdam     | Teppich (i) | Jan Gunnarsson         | Miloslav Mečíř Milan Šrejber       | 6:7, 0:6 |
| 4.  | 14. Juli 1991    | Båstad (1)    | Sand        | Anders Järryd          | Ronnie Båthman Rikard Bergh        | 4:6, 4:6 |
| 5.  | 22. Juli 1991    | Hilversum (2) | Sand        | Francisco Clavet       | Richard Krajicek Jan Siemerink     | 5:7, 4:6 |
| 6.  | 12. Juli 1992    | Båstad (2)    | Sand        | Christian Bergström    | Tomás Carbonell Christian Miniussi | 4:6, 5:7 |
| 7.  | 7. Juli 1997     | Båstad (3)    | Sand        | Magnus Larsson         | Nicklas Kulti Mikael Tillström     | 0:6, 3:6 |